# Bogdan Wankiewicz
Bogdan Jan Wankiewicz (ur. 19 lutego 1957 w Wałczu) – polski samorządowiec i nauczyciel akademicki, od 2006 roku starosta powiatu wałeckiego. W latach 2000–2006 pełnił urząd wicestarosty.  
Od 2021 roku jest członkiem zarządu regionu zachodniopomorskiego Platformy Obywatelskiej.  

## Życiorys

### Wykształcenie i praca zawodowa
Jest synem Jana i Paraskiewii. Ukończył Technikum Mechaniczne w Słupsku. W tym samym mieście trenował lekkoatletykę (rzut oszczepem) w klubie sportowym Gryf Słupsk, jego trenerem był Ryszard Ksieniewicz. W 1982 roku ukończył Zamiejscowy Wydział Kultury Fizycznej w Gorzowie Wielkopolskim Akademii Wychowania Fizycznego im. Eugeniusza Piaseckiego w Poznaniu, na kierunku wychowanie fizyczne. W tym samym roku rozpoczął pracę w Szkole Podstawowej Nr 2 w Wałczu. Od 1985 do 1990 roku prowadził grupę rzutów w klubie Orzeł Wałcz. W 1990 roku został dyrektorem szkoły podstawowej. W 1999 roku został dyrektorem Gimnazjum Nr 1 w Wałczu. W 2005 roku ukończył studia doktoranckie, a w 2008 roku obronił pracę doktorską na Uniwersytecie Szczecińskim na Wydziale Zarządzania i Ekonomiki Usług z finansów samorządowych.

### Działalność samorządowa
W wyborach w 1998 roku został po raz pierwszy wybrany radnym powiatu wałeckiego. W 2000 roku został wicestarostą powiatu. W wyborach w 2002 roku kandydował do rady powiatu w okręgu 1 z list Obywatelskiego Ruchu Samorządowego "Przyszłość", uzyskał mandat radnego otrzymując 453 głosy (5,26%). Po wyborach utrzymał funkcję wicestarosty. W wyborach parlamentarnych w 2005 roku bezskutecznie kandydował z list Partii Demokratycznej – demokraci.pl do Sejmu z 3. miejsca. Uzyskał wówczas 870 głosów. W wyborach samorządowych w 2006 roku uzyskał reelekcję ponownie kandydując w okręgu 1 z list Obywatelskiego Ruchu Samorządowego "Przyszłość". Otrzymał 650 głosów (6,87%). 27 listopada tego samego roku został wybrany starostą powiatu.
W wyborach w 2010 roku uzyskał reelekcję jako radny powiatu, kandydując z list Platformy Obywatelskiej RP. Uzyskał 1030 głosów (10,47%). 2 grudnia tego samego roku został ponownie wybrany starostą powiatu. W listopadzie 2012 roku kandydował w przyspieszonych wyborach na burmistrza Wałcza, w pierwszej turze wyborów uzyskał 2 225 głosów (28,85%) dostając się razem z Bogusławą Towalewską do drugiej tury. W drugiej turze wyborów uzyskał 37% głosów przegrywając z Towalewską.
W wyborach w 2014 roku kandydując do rady powiatu z list PO uzyskał 600 głosów (7,31%). 27 listopada tego samego roku uzyskał reelekcję jako starosta. W wyborach w 2018 roku utrzymał mandat z wynikiem 892 głosów (8,5%). W tym samym roku został ponownie wybrany starostą powiatu. 30 października 2021 roku na wniosek Olgierda Geblewicza został wybrany członkiem zarządu regionu PO. W wyborach samorządowych w 2024 roku uzyskał 1544 głosy ponownie uzyskując mandat radnego powiatu. 7 maja tego samego roku uzyskał reelekcję jako starosta powiatu.

## Publikacje
- Wankiewicz Bogdan, Urban Renata, Łubkowska Wioletta, Posłaniec Agnieszka, Łakomy Paweł: Implikacje praktyczne w rozwoju sportu i ruchu olimpijskiego w skali globalnej i lokalnej. Szczecin: Wydawnictwo Naukowe Uniwersytetu Szczecińskiego, 2021. ISBN 978-83-7972-485-7. Brak numerów stron w książce

- Wankiewicz Bogdan, Eider Jerzy, Skalski Dariusz: Wałcz olimpijski. Szczecin: Volumina.pl Daniel Krzanowski, 2020. ISBN 978-83-7867-811-3. Brak numerów stron w książce
- Bogdan Wankiewicz: Zasoby finansowe a rozwój samorządności lokalnej. Obszary rozwoju - rozwiązania modelowe. Warszawa: CeDeWu Sp. z o.o., 2009. ISBN 978-83-7556-125-08.
- Jolanta Witek, Bogdan Wankiewicz, Zofia Patora - Wysocka: Współczesne wyzwania rynku pracy, Łódź - Warszawa: Wydawnictwo Społecznej Akademii Nauk, 2019. ISSN 2543-8190

## Odznaczenia i wyróżnienia

### Odznaczenia państwowe i regionalne
- Srebrny Krzyż Zasługi (2004)[21]
- Złota Odznaka Honorowa Gryfa Zachodniopomorskiego (2006)[22]
- Odznaka Honorowa za Zasługi dla Samorządu Terytorialnego (2015)[23]

### Wyróżnienia
- Odznaczenie Bene Meritus Powiatom Związku Powiatów Polskich (2020)[24]

## Życie prywatne
Jest żonaty z Bogusławą, para ma troje dzieci.